# 圣埃瓦尔泽克
圣埃瓦尔泽克（法語：Saint-Évarzec，法語發音：[sɛ̃.t‿evaʁzɛk]）是法国菲尼斯泰尔省的一个市镇，位于该省南部，属于坎佩尔区。

## 地理
圣埃瓦尔泽克（47°56'13"N, 4°1'13"W）面积24.65 平方千米，位于法国布列塔尼大區菲尼斯泰尔省，该省份为法国最西部的省份，位于布列塔尼半岛西部，北西南三面环大西洋，东临阿摩尔滨海省和莫尔比昂省。
与圣埃瓦尔泽克接壤的市镇（或旧市镇、城区）包括：埃尔盖加贝里克、拉福雷富埃南、富埃南、普勒旺、坎佩尔、圣伊维。

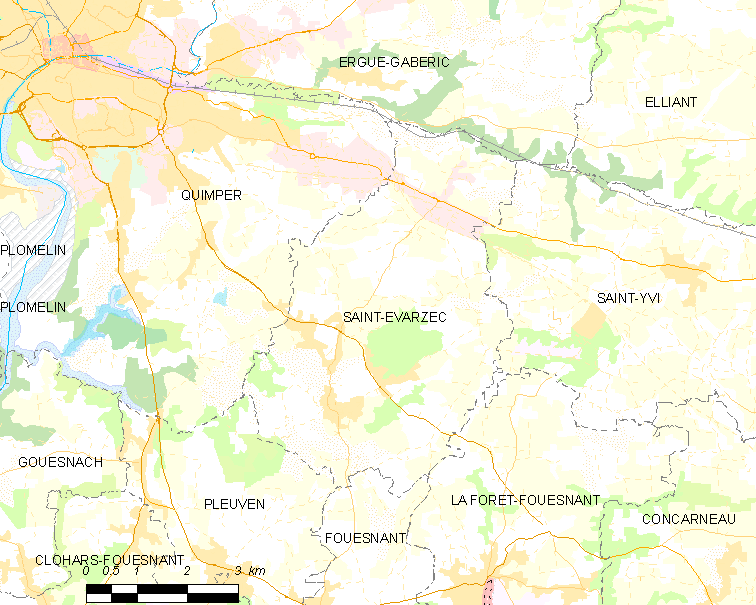
圣埃瓦尔泽克的OSM定位图

圣埃瓦尔泽克的时区为UTC+01:00、UTC+02:00（夏令时）。

## 行政
圣埃瓦尔泽克的邮政编码为29170，INSEE市镇编码为29247。

## 政治
圣埃瓦尔泽克所属的省级选区为富埃南县。

## 人口

1962-2008年间圣埃瓦尔泽克人口变化图示

圣埃瓦尔泽克于2022年1月1日时的人口数量为3491人。